# تقارن گل

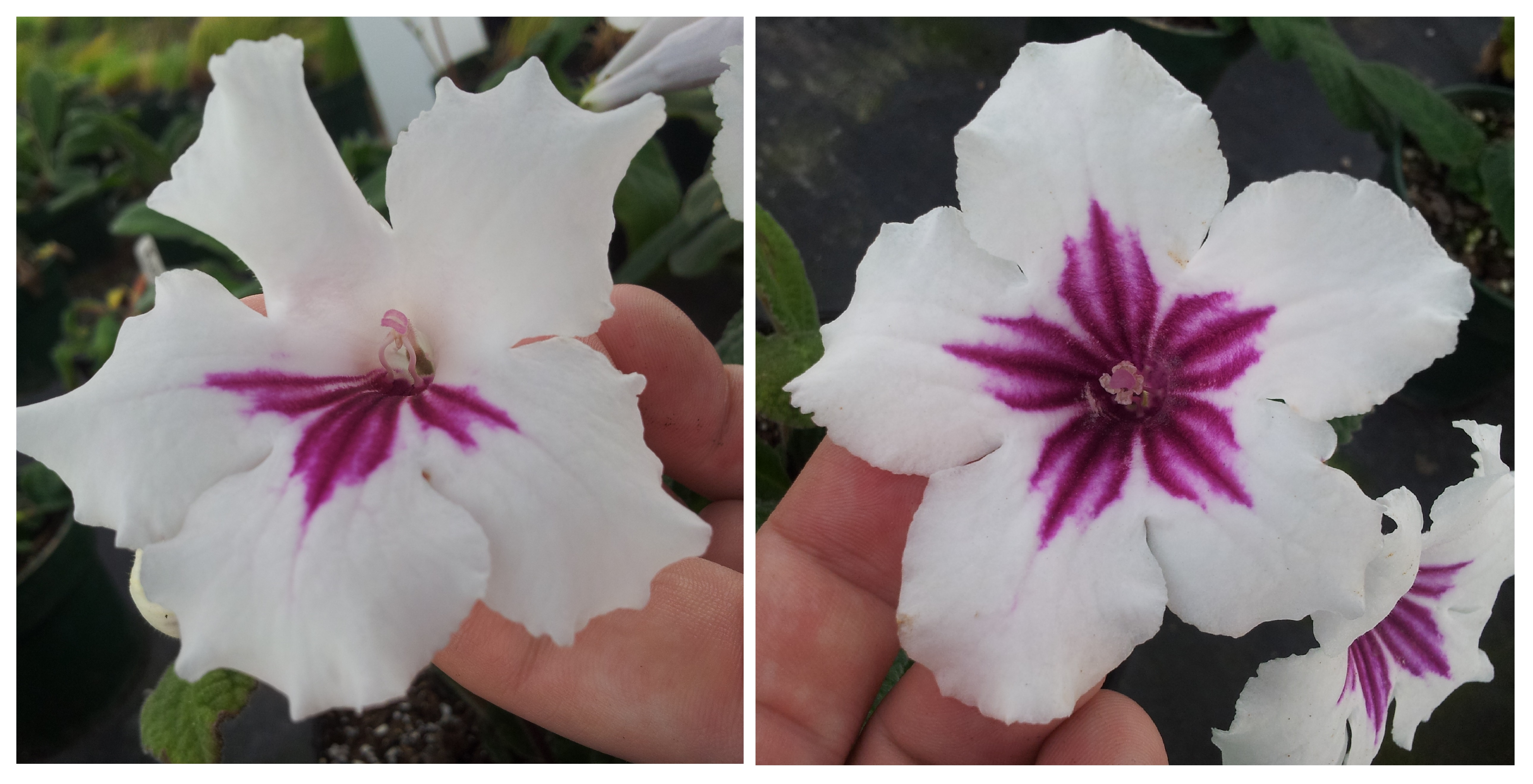
گیاه استرپتوکارپوس، سمت چپ، متقارن آینه‌ای و سمت راست متقارن شعاعی

تقارن گل (انگلیسی: Floral symmetry)، تقارن گلی توضیح می‌دهد که آیا و چگونه می‌توان یک گل، به‌ویژه اطراف آن را به دو یا چند قسمت یکسان یا آینه‌ای تقسیم کرد. به‌طور معمول، گل‌ها ممکن است اصلاً محور تقارن نداشته باشند، معمولاً به این دلیل که قسمت‌های آن‌ها به صورت مارپیچی چیده شده‌اند.

## تقارن شعاعی (Actinomorphic)

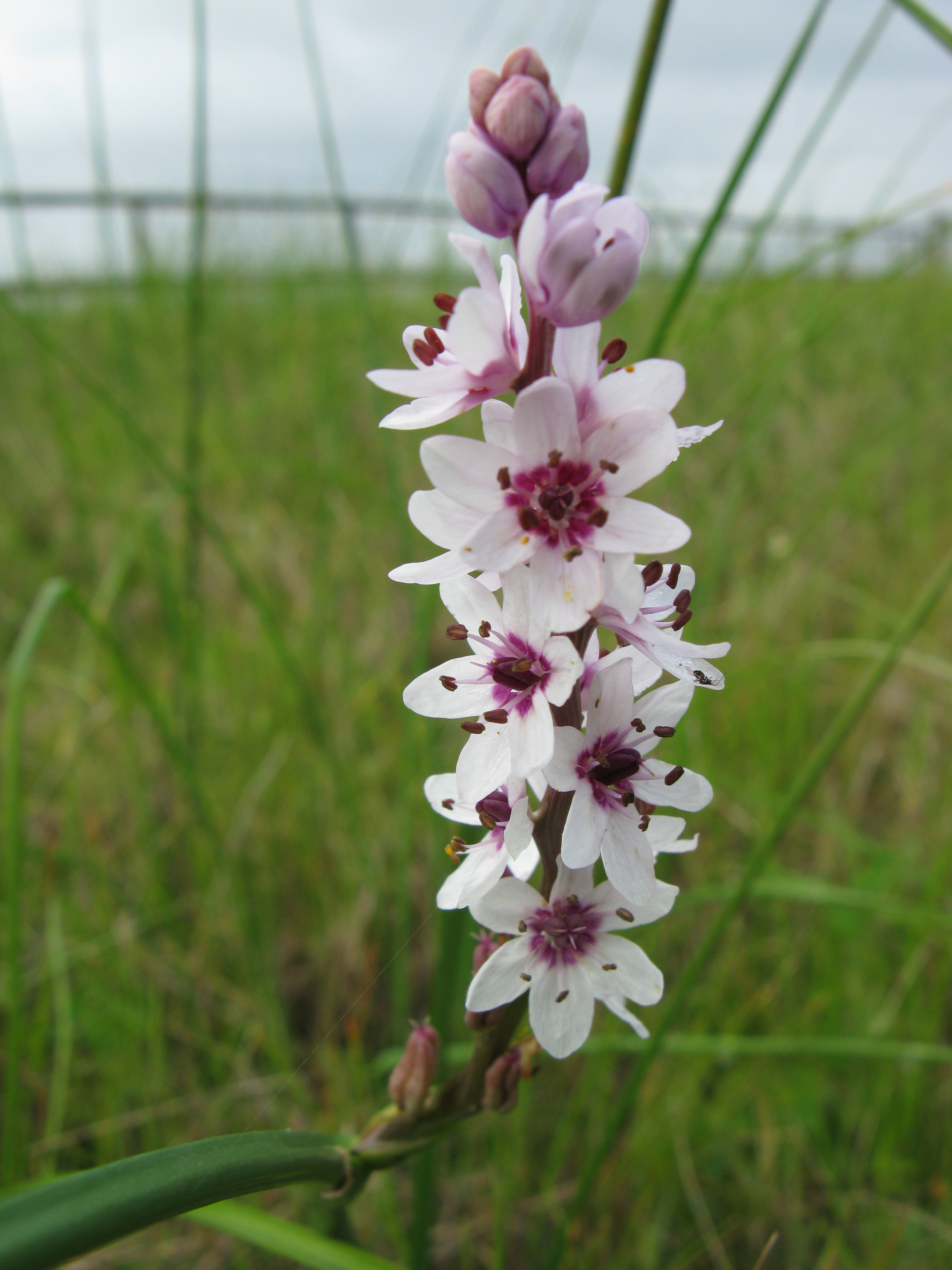
وارمبی استریکتا (Wurmbea stricta)، تپال‌های آن در آرایش اکتینومورفیک می‌باشد.

بیشتر گل‌ها اکتیومورفیک هستند ("ستاره شکل"، "شعاعی")، به این معنی که می‌توان آنها را به ۳ یا چند بخش یکسان تقسیم کرد که با چرخش در مرکز گل به یکدیگر مرتبط هستند. به‌طور معمول، هر بخش ممکن است شامل یک گلبرگ یا یک گلبرگ و یک کاسبرگ و غیره باشد. ممکن است تقسیم گل به نصف‌های متقارن توسط همان تعداد صفحات طولی که از محور می‌گذرد ممکن باشد یا نباشد: خرزهره نمونه‌ای از گل بدون چنین صفحات آینه‌ای است. گل‌های اکتینومورفیک را گل‌های متقارن شعاعی یا منظم نیز می‌نامند. نمونه‌های دیگر گل‌های اکتینومورفیک سوسن (سوسنیان) و آلاله (آلالگان) هستند.

## تقارن آینه‌ای (Zygomorphic)
گلهای زایگومورفیک ("یوغ شکل"، "دوطرفه" - از یونانی، zygon, yoke، و شکل، morphe، شکل) را می‌توان تنها با یک صفحه به دو نیمه آینه‌ای تقسیم کرد، بسیار شبیه به صورت یک فرد است. برای نمونه، ارکیده‌ها و گل‌های اکثر اعضای نعناسانان (گل‌میمونیان و جسنریان) هستند. برخی از نویسندگان اصطلاح تک تقارن یا تقارن دو طرفه را ترجیح می‌دهند.
عدم تقارن به گرده اجازه می‌دهد تا در مکان‌های خاص روی حشرات گرده‌افشان رسوب کند و این ویژگی می‌تواند منجر به تکامل گونه‌های جدید شود. در سطح جهانی و در شبکه‌های فردی، گل‌های زیگومورفیک در اقلیت هستند. گیاهان با گل‌های زیگومورفیک تعداد گونه‌های بازدیدکننده کمتری در مقایسه با گیاهانی با گل‌های اکتینومورف دارند. شبکه‌های فرعی گیاهان با گل‌های زایگومورفیک اتصال بیشتر، عدم تقارن بیشتر و استحکام هم‌انقراض کمتری را هم برای گیاهان و هم برای گونه‌های بازدیدکننده به اشتراک می‌گذارند. گونه‌های گیاهی با گل‌های زایگومورفیک می‌توانند به دلیل کاهش گرده‌افشان (Pollinator decline) خطر انقراض بیشتری داشته باشند.

## عدم تقارن

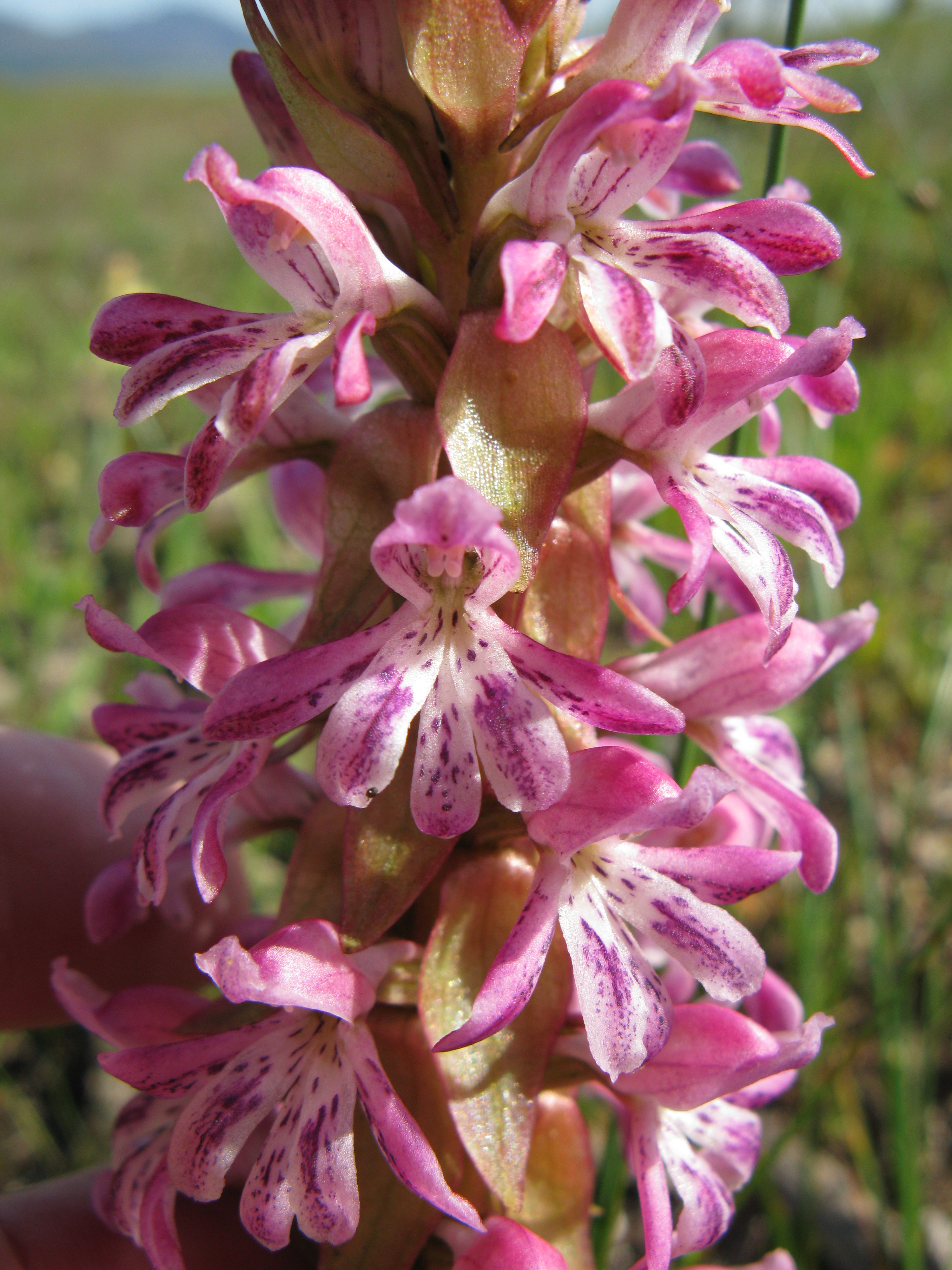
ارکیده خاکی، ساتیریوم کلاه‌قرمزی، با آناتومی گل تقارن آینه‌ای معمولی

تعداد کمی از گونه‌های گیاهی دارای گل‌هایی هستند که هیچ گونه تقارنی ندارند و بنابراین دارای «راست‌دستی و چپ‌دستی» هستند. مثال: سنبل‌الطیب و گل اختر.

## تفاوت
گل‌های تقارن شعاعی یک شخصیت نهان‌دانگان پایه هستند. گل‌های تقارن آینه‌ای یک شخصیت مشتق شده است که بارها تکامل یافته است.
برخی از گل‌های آشنا و ظاهراً تقارن شعاعی، مانند مینای چمنی و قاصدک‌ها (کاسنیان) و بیشتر گونه‌های شکربوته‌ها، در واقع خوشه‌هایی از گل‌های ریز (نه لزوماً تقارن شعاعی) هستند که به شکل گل‌آذین تقریباً متقارن شعاعی به شکلی به نام شناخته شده‌اند. سرگل یا سودانتیوم (Pseudanthium).

## پلوریا
پلوریا یا گل پلوریک انحرافی است که در آن گیاهی که معمولاً گل‌های تقارن آینه‌ای تولید می‌کند به‌جای آن گل‌های تقارن شعاعی تولید می‌کند. این انحراف می‌تواند رشدی باشد، یا می‌تواند مبنای ژنتیکی داشته باشد: ژن سیکلوایده (CYCLOIDEA) تقارن گل را کنترل می‌کند. گیاهان پلوریک گل میمونی با حذف این ژن تولید شده‌اند. بسیاری از ارقام مدرن گلوکسینیا برای داشتن گل‌های پلوریک پرورش داده شده‌اند، زیرا آنها بزرگ‌تر و درخشان‌تر از گل‌های معمولی تقارن آینه‌ای این گونه هستند.
چارلز داروین در حین تحقیق در مورد وراثت ویژگی‌های گل برای تنوع حیوانات و گیاهان تحت اهلی شدن (The Variation of Animals and Plants Under Domestication), به کاوش پلوریا در گل میمونی پرداخت. تحقیقات بعدی با استفاده از گل انگشتانه نشان داد که نتایج او تا حد زیادی با نظریه مندلی مطابقت دارد.

## گروه‌های تقارن

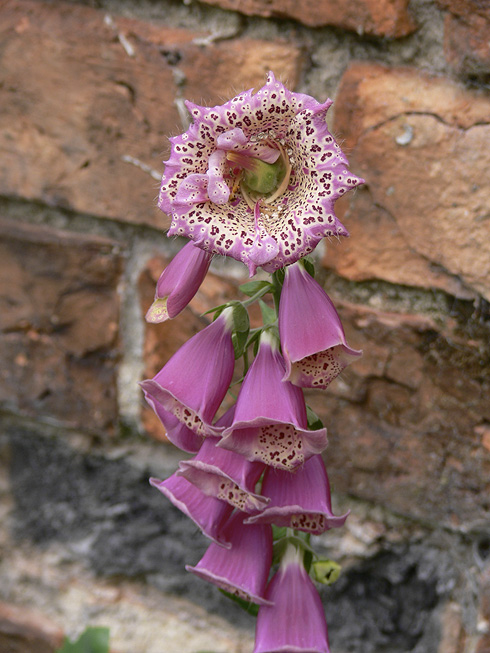
گل انگشتانه که یک گل انتهایی پلوریک نابجا و گل‌های تقارن آینه‌ای معمولی را نشان می‌دهد.

اگر فقط گل‌هایی را در نظر بگیریم که از یک گل تشکیل شده‌اند و نه یک سرگل یا شکل دیگری از گل‌آذین، می‌توانیم تقارن آنها را به تعداد نسبتاً کمی از گروه‌های تقارن دوبعدی طبقه‌بندی کنیم. این گروه‌ها با دو نوع تقارن مشخص می‌شوند: تقارن بازتابی (یا آینه‌ای) و تقارن دورانی. ارقامی که تحت بازتاب‌های حول یک محور ثابت می‌مانند دارای تقارن بازتابی هستند که توسط گروه دوری مرتبه {\displaystyle 2,C_{2}} (Order)، (گاهی اوقات {\displaystyle {\ce {Z2}}} نشان داده می‌شود) توصیف می‌شود.
ارقامی که تحت چرخش‌های {\displaystyle 2\pi /n} ثابت می‌مانند دارای تقارن دورانی متعلق به گروه دوری از مرتبه {\displaystyle n,C_{n}} یا ({\displaystyle Z_{n}}) هستند. بسیاری از گل‌هایی که تحت چرخش‌های {\displaystyle 2\pi /n} ثابت هستند، تحت بازتاب‌هایی در مورد {\displaystyle n} محور مجزا نیز ثابت هستند، ترکیب این دو تقارن گروه دو وجهی بزرگ‌تری را با ابعاد {\displaystyle n,D_{n}} تشکیل می‌دهد (که دارای نظم {\displaystyle 2n} است).
گل‌هایی با تقارن دو طرفه مانند ارکیده‌ها دارای تقارن بازتابی حول یک محور هستند و تقارن دورانی ندارند، به این معنی که آنها به سادگی توسط گروه بازتابی {\displaystyle {\ce {C2}}} توصیف می‌شوند.
تک‌لپه‌ها با گلبرگ‌های سه‌گانه‌شان قابل شناسایی هستند، به این معنی که آنها اغلب تحت چرخش {\displaystyle 2\pi /3} ثابت هستند و بنابراین دارای تقارن دورانی هستند. تک‌لپه‌هایی که تقارن دورانی دارند اما تقارن آینه‌ای ندارند (مثلاً اگر گلبرگ‌هایشان دست‌سانی را نشان دهند) توسط گروه دوری مرتبه {\displaystyle 3,C_{3}} و تقارن بازتابی در مورد ۳ محور توسط گروه دو وجهی بعد {\displaystyle 3,D_{3}}توصیف شده است.
دولپه‌ای‌های نو با گلبرگ چهار یا پنج تایی اغلب تحت چرخش‌های {\displaystyle \pi /2} یا {\displaystyle 2\pi /5} ثابت هستند. مجدداً، اینکه آیا آنها صفحه‌های آینه‌ای نیز دارند، تعیین می‌کند که آیا به گروه‌های دووجهی ({\displaystyle {\ce {D4}}} و {\displaystyle {\ce {D5}}}) یا چرخه‌ای ({\displaystyle {\ce {C4}}} یا {\displaystyle {\ce {C5}}}) تعلق دارند. بیشتر دولپه‌ای‌های نو دارای تقارن {\displaystyle {\ce {D4}}} یا {\displaystyle {\ce {D5}}} خواهند بود، اما، همان‌طور که در مورد تک‌لپه‌ها اتفاق افتاد، آنهایی که دست‌سانی را نشان می‌دهند، فقط تقارن چرخه‌ای به ترتیب تعداد گلبرگ‌ها خواهند داشت. برای نمونه، تک گلبرگ‌های گل‌ها در جنس گل راعی هیچ محوری ندارند که تحت انعکاس‌ها ثابت باشند، بنابراین تقارن آنها توسط {\displaystyle {\ce {C5}}} توصیف می‌شود.
می‌توانیم روند شکل‌گیری را ببینیم که، به‌طور کلی، ترتیب گروه دوری یا بعد گروه دو وجهی که تقارن گل را توصیف می‌کند، با مروسیتی (Merosity) گلبرگ‌های آن مطابقت دارد. با این حال، کاسبرگ‌های برخی از گل‌های تک‌لپه‌ای برای تکثیر گل‌برگ‌ها رشد می‌کنند، بنابراین، به‌طور سطحی، تک‌لپه‌های خاصی می‌توانند تقارن دورانی مرتبه ۶ داشته باشند و به هر دو گروه تقارن {\displaystyle {\ce {C6}}} یا {\displaystyle {\ce {D6}}} تعلق دارند. برخی از گل‌های مرکب نیز ممکن است حداقل یک تقارن دورانی یا دو وجهی سطحی داشته باشند. میزان دقیق این تقارن به ساختار سرگل بستگی دارد. حتی در تک‌لپه‌ها و دولپه‌ای‌های نو، تقارن گل به‌ندرت کامل است، زیرا هر گونه نقص در گل‌برگ‌ها باعث عدم تغییر ناقص در چرخش یا بازتاب می‌شود.